# Município de Saline (condado de Jefferson, Ohio)
O município de Saline (em inglês: Saline Township) é um município localizado no condado de Jefferson no estado estadounidense de Ohio. No ano de 2010 tinha uma população de 1.353 habitantes e uma densidade populacional de 24,31 pessoas por km².

## Geografia
O município de Saline encontra-se localizado nas coordenadas 40° 33′ 05″ N, 80° 41′ 48″ O. Segundo a Departamento do Censo dos Estados Unidos, o município tem uma superfície total de 55.66 km², da qual 54,56 km² correspondem a terra firme e (1,99 %) 1,11 km² é água.

## Demografia
Segundo o censo de 2010, tinha 1.353 habitantes residindo no município de Saline. A densidade populacional era de 24,31 hab./km². Dos 1.353 habitantes, o município de Saline estava composto pelo 98,97 % brancos, o 0,59 % eram afroamericanos, o 0,07 % eram amerindios, o 0,15 % eram de outras raças e o 0,22 % eram de uma mistura de raças. Do total da população o 0,15 % eram hispanos ou latinos de qualquer raça.